# Diamond Head (brit együttes)
A Diamond Head egy brit heavy metal/hard rock együttes. A zenekar egyike az 1970-es évek végén/1980-as évek elején induló brit heavy metal zenekarok tömegének. Ezek a zenei társulatok a NWOBHM (New Wave of British Heavy Metal) irányzat részeként alakultak meg.
1976-ban alakultak meg Stourbridge-ben. Jelenlegi tagok: Brian Tatler, Karl Wilcox, Rasmus Bom Andersen, Abbey Asherley és Dean Ashton. Fennállásuk alatt 7 nagylemezt jelentettek meg. Egészen a mai napig működnek. A Diamond Head leginkább arról lett híres, hogy nagy hatással voltak a Metallicára. A Metallica fel is dolgozta már a Diamond Head "Am I Evil?" című számát. A zenekar már többször feloszlott az évek során. Először 1976-tól 1985-ig működtek, majd 1990-től 1994-ig, végül 2000-től napjainkig. Később áttértek a hard rock műfajára.

## Diszkográfia
Stúdióalbumok
- Lightning to the Nations (1980)
- Borrowed Time (1982)
- Canterbury (1983)
- Death and Progress (1993)
- All Will Be Revealed (1995)
- What's in Your Head? (2007)
- Diamond Head (2016)
- The Coffin Train (2019)
- Lightning to the Nations 2020 (2020)